# Ulrike Fenzl
Ulrike Fenzl (* 17. April 1967 in Koblenz) ist eine deutsche Juristin. Sie ist seit dem 1. Dezember 2021 Richterin am Bundesverwaltungsgericht.

## Leben und Wirken
Fenzl trat nach Abschluss ihrer juristischen Ausbildung 1998 in den Justizdienst des Landes Rheinland-Pfalz ein und war am Verwaltungsgericht Koblenz tätig. Im September 2000 wurde sie an das Bundesministerium der Justiz abgeordnet. Im Januar 2004 wurde sie dort zur Regierungsdirektorin ernannt. Von Dezember 2008 bis November 2009 war Fenzl als wissenschaftliche Mitarbeiterin an das Bundesverwaltungsgericht abgeordnet. Zuletzt hatte sie das Amt einer Ministerialrätin inne.
Das Präsidium des Bundesverwaltungsgerichts wies Fenzl dem 1. Revisionssenat zu, welcher für das Ausländerrecht, das Asylrecht, das Recht der Vertriebenen und das Staatsangehörigkeitsrecht zuständig ist.